# الیعزر کاپلان
الیعزر کاپلان (به عبری: אליעזר קפלן) فعال صهیونیست، سیاست‌مدار اسرائیلی و از امضاکنندگان منشور استقلال اسرائیل بود. الیعزر کاپلان اولین وزیر امور مالیه پس از تأسیس کشور اسرائیل بود.

## زندگی‌نامه
الیعزر کاپلان در سال ۱۸۹۱ میلادی، از خانواده‌ای یهودی در شهر مینسک در بلاروس متولد شد. در سال ۱۹۰۵ میلادی، به عضویت سازمانی به نام «حزب سوسیالیست صهوینیست» درآمد. وی سپس با گروهی از هم‌فکرانش سازمانی به نام «جوانان صهیون» را در امپراتوری روسیه پایه‌گذاری کرد.
وی از دانش‌آموختگان دانشگاه پلی‌تکنیک مسکو بود و در سال ۱۹۱۷ میلادی، در رشته مهندسی ساختمان فارغ‌التحصیل شد. وی در سال ۱۹۱۹ به عضویت در هیئت نمایندگی اکراین در کنفرانس صلح پاریس درآمد. الیعزر کاپلان سپس در سال ۱۹۲۰ میلادی، به فلسطین تحت قیومیت بریتانیا مهاجرت کرد و حزبی سوسیالیست-صهیونیستی با نام «کارگران جوان» را با گروهی از هم‌فکرانش پایه‌گذاری کرد.
الیعزر کاپلان از سال ۱۹۲۳ تا ۱۹۲۵ میلادی، از مدیران شهرداری تل‌آویو بود. او سپس در سال ۱۹۲۵ میلادی به عضویت در شورای شهر تل‌آویو برگزیده شد. وی تا سال ۱۹۳۳ میلادی در شورای شهر تل‌آویو عضویت داشت، تا آن‌که به عضویت در «هیئت مدیره» آژانس یهود درآمد.
در تاریخ ۱۴ مه ۱۹۴۸ میلادی (۲۴ اردیبهشت ۱۳۲۷ خورشیدی)، ۲۵۰ صهیونیست در موزه وقت تل‌آویو به آدرس «پلاک ۱۶، بلوار روتشیلد»، جلسه‌ای را تشکیل داده و تصمیماتی را اتخاذ کردند که آن جلسه را به یکی از مهم‌ترین و تاریخی‌ترین جلسات قرن بیستم تبدیل کرد. الیعزر کاپلان یکی از اعضای شورای دولت موقت و از ۳۷ امضاکننده منشور استقلال اسرائیل بود.
الیعزر کاپلان به عنوان نماینده کِنِست در اولین دوره پارلمان اسرائیل از حزب ماپای برگزیده شد. وی سپس به مقام وزیر در وزارت‌خانه‌های مالیه و تجارت و صنایع اسرائیل منصوب شد. وی در سال ۱۹۵۱ میلادی به عضویت در دومین دوره کنست برگزیده شد. وی در ژوئن ۱۹۵۲ میلادی، به مقام قائم‌مقام اول نخست‌وزیر ارتقا یافت.
وی در ۱۳ ژوئیه ۱۹۵۲ میلادی، درگذشت.

## یادمان‌ها
در اسرائیل، خیابان کاپلان در کلان‌شهر تل‌آویو، مرکز درمانی کاپلان در شهر رخووت، منطقه صنعتی کیرات الیعزر در حومه نتانیا و «محله الیعزر» در شهر کفار سابا به افتخار وی نام‌گذاری شده‌اند.